# 國際騎師錦標賽

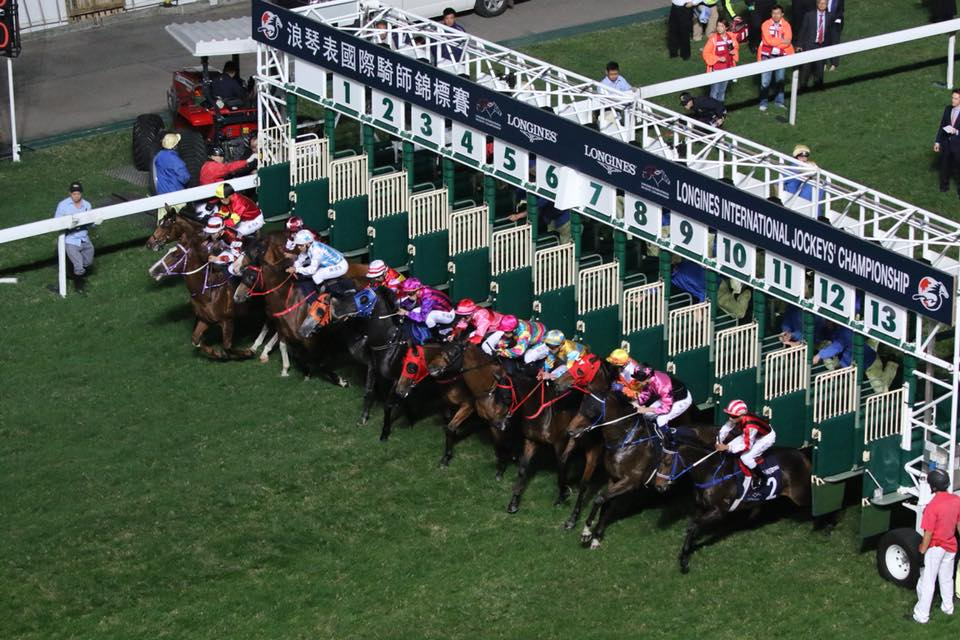
國際騎師錦標賽2017

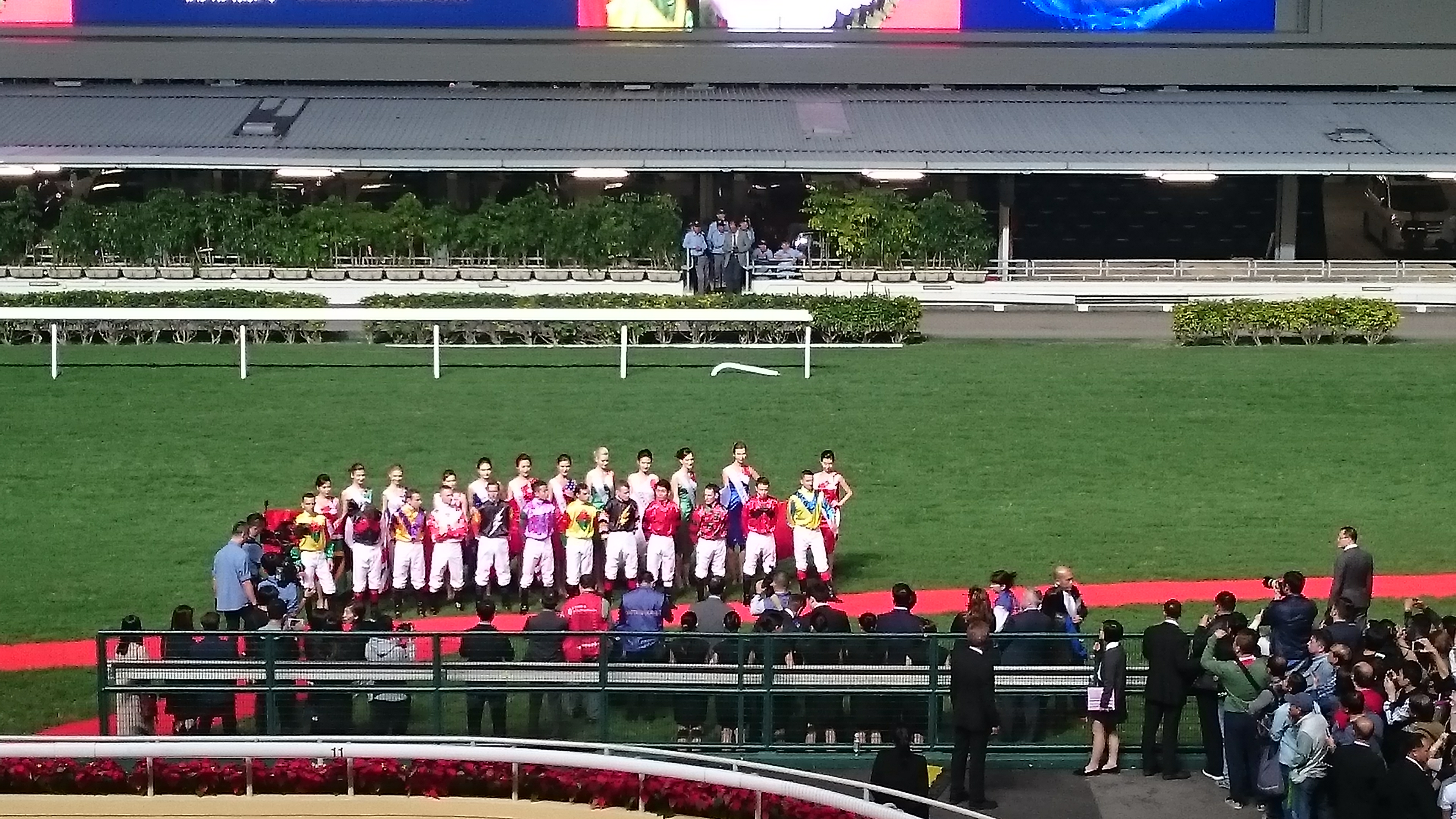
國際騎師錦標賽2016

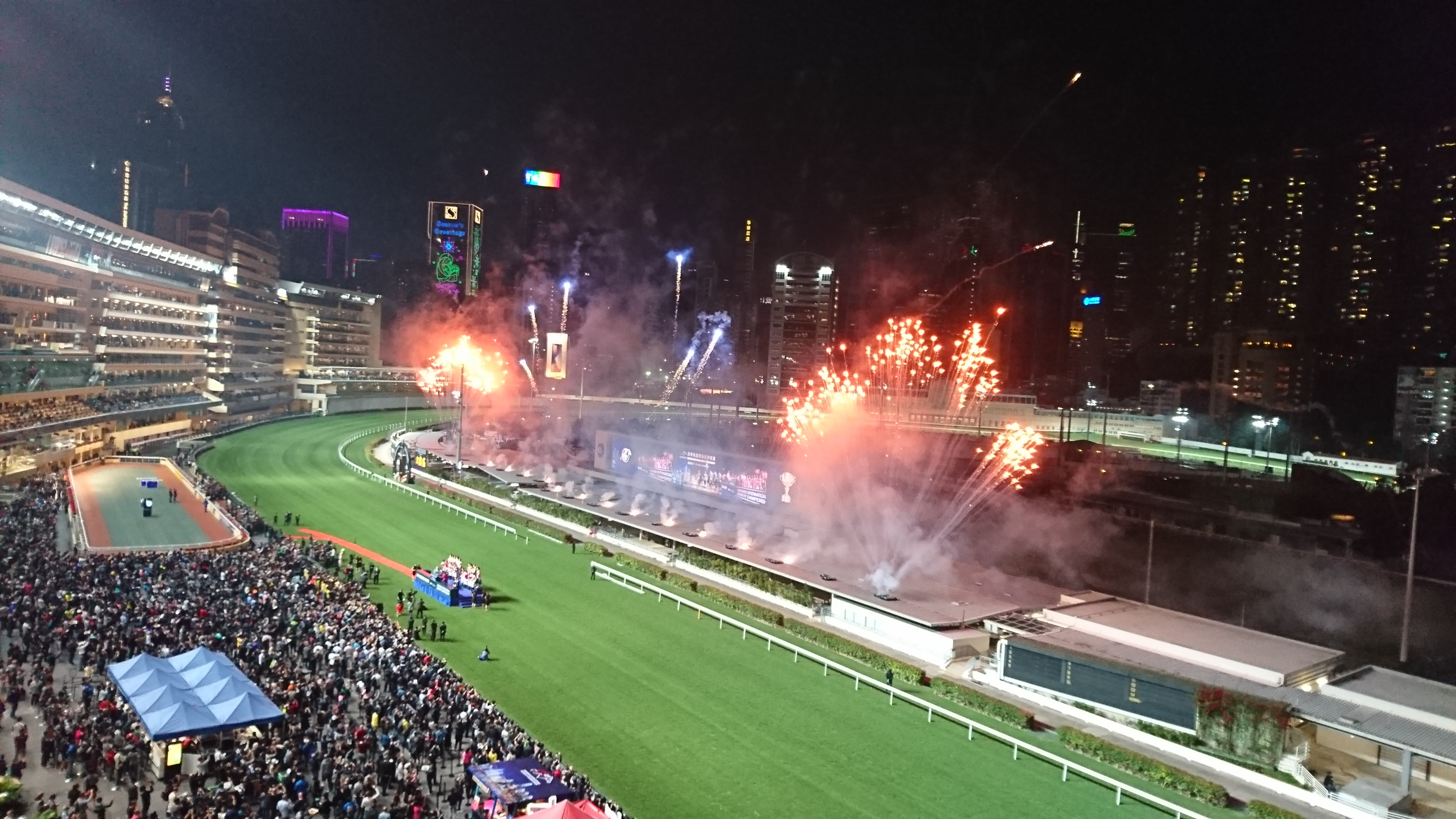
國際騎師錦標賽2017

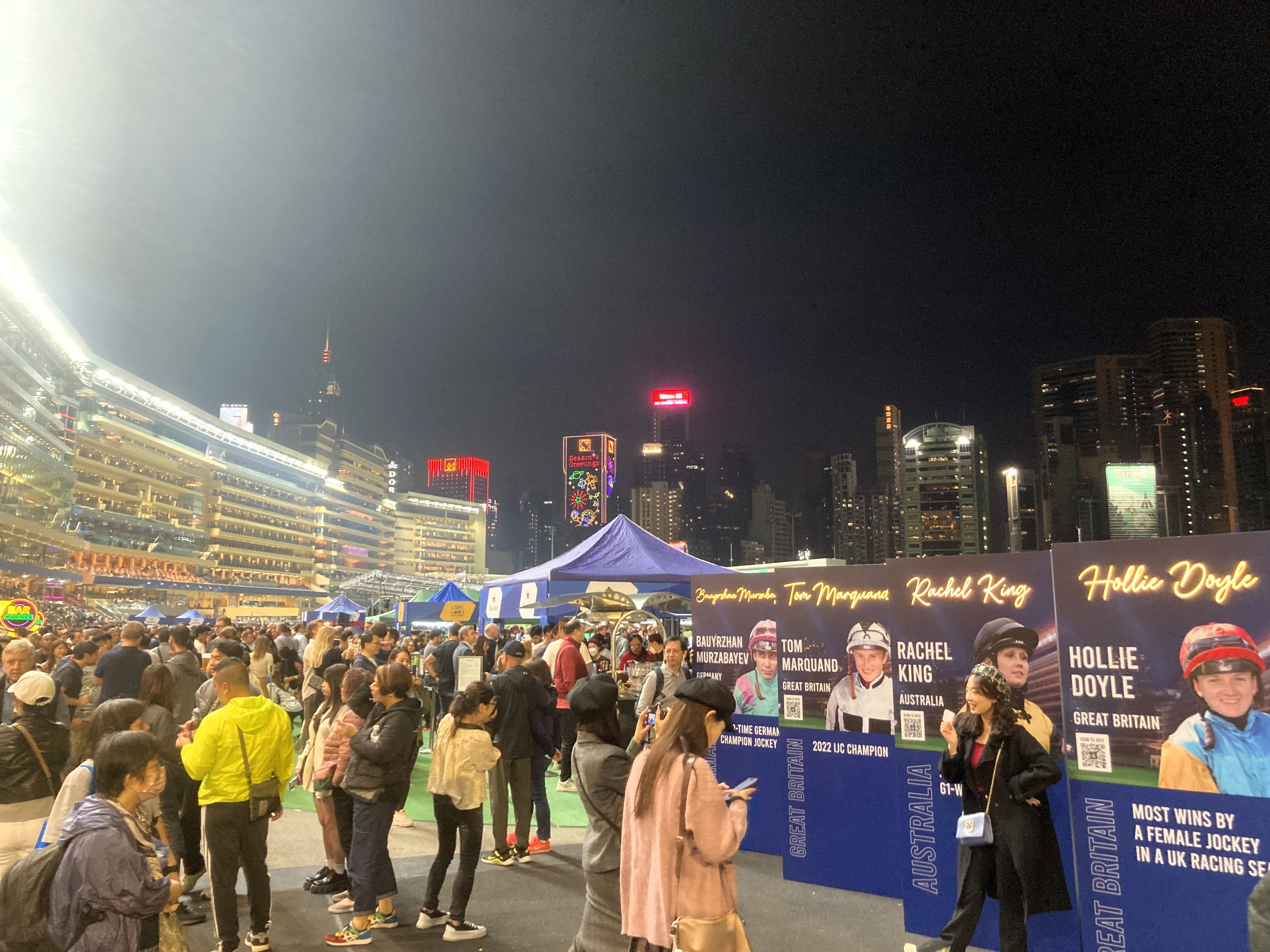
國際騎師錦標賽2023

浪琴國際騎師錦標賽（英語：LONGINES International Jockeys Championship，簡稱IJC），亦被稱為香港國際騎師錦標賽。是每年於跑馬地馬場舉行的以騎師為中心的賽馬比賽，於香港國際賽事舉行前星期三舉行，是香港國際賽事活動的其中一部份。1998年首次舉行，每年總共有12名騎師參賽（2000年以前為14名）。

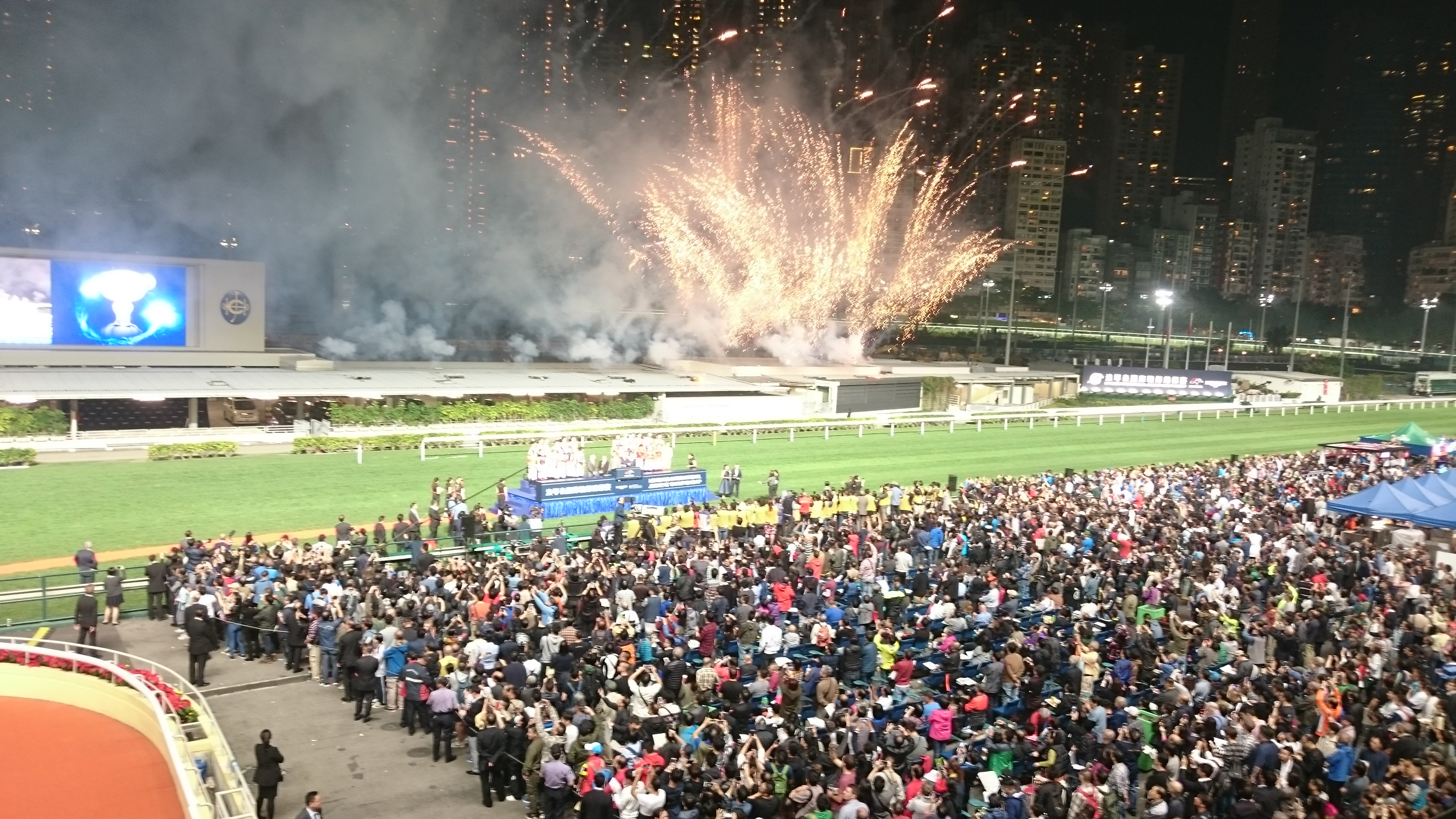
國際騎師錦標賽2016

## 歷史
在此以前香港賽馬會曾經舉辦香港國際騎師邀請賽，於跑馬地馬場舉行，但因為難以邀請騎師，加上當時香港賽事獎金不高，1978年於沙田馬場開幕後不久舉行一次後停辦。1998年香港賽馬會宣佈在香港國際賽事舉行前的星期三於跑馬地馬場復辦，後來反應良好正式舉辦。
- 1998年首次創辦，舉行三關賽事，香港總共派出4名代表參戰，當時外國騎師不能參與騎師賽事，除非事前向馬會申請客串騎牌照例外（范義龍和柏兆雷獲准在其中賽事出賽）。
- 2000年起可以讓代表外地的參賽騎師角逐同場其他賽事。
- 2001年起跑馬地馬場每場賽事出馬上限全面改為12匹[3]，香港共3名代表參賽。
- 2002年香港代表騎師上限縮減為兩名。同年首次出現雙冠軍，兩名騎師同時奪一冠一季成績，總共以17分並列冠軍[4]。另外，從2004年開始國泰航空冠名贊助此項賽事。
- 2007年，加拿大代表韋羨妮是首位參加此項比賽的女性騎師[5]。
- 2008年，為遷就新設的騎師王彩池，計分方法和騎師王計分法劃一。
- 2009年，蔡明紹是首位參加此項比賽的見習騎師，同年出現三冠軍。
- 2010年，增至四關。
- 2011年，全部四關賽事距離路程為1650米。
- 2012年，改由浪琴錶冠名贊助，同時冠軍獎金增至50萬，亞軍增至20萬，並設季軍獎金10萬。[6]

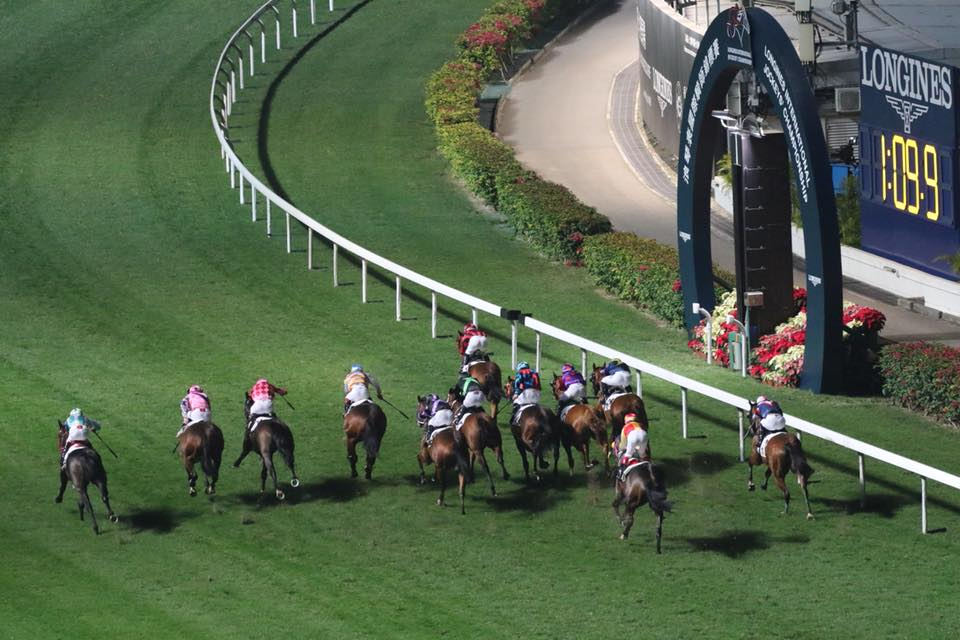
2012年開始改由浪琴錶冠名贊助

- 2020年，因應冠狀病毒病疫情，只邀請六名來自歐洲騎師，香港騎師名額增至六名[7]。賽事亦首次不招待公眾人士入場觀賽。同時為了增加公平性，由香港賽馬會在宣佈出賽馬匹後，再根據馬匹實力預測馬匹賠率，讓騎師在四關賽事分配到合適馬匹。
- 2021年將於12月8日舉行，亦重新改回邀請八名非香港本地作賽騎師（實則七名，包括已獲得香港賽馬會馬會騎師牌照希威森）。
- 2022年起，香港國際賽事主要贊助商浪琴表將品牌中文名稱中的「表」字省略，「浪琴表國際騎師錦標賽」亦因而改稱「浪琴國際騎師錦標賽」。[8]
- 2022年國際騎師錦標賽是歷來首次同時有兩位女騎師角逐參賽，包括賈傑美和杜苑欣。鑑於有份角逐的川田將雅和巴米高相繼確診新冠肺炎退賽，由希威森和梁家俊分別替代其位置，變相繼2020年後，有六名騎師代表香港參賽。
- 2023年國際騎師錦標賽由何澤堯勝出，為其個人首奪此錦標賽冠軍，亦為首位華裔以及香港賽馬會本地培訓勝出此項錦標賽[9]。
- 2024年因何澤堯以國際騎師錦標賽冠軍取得參賽資格，該屆賽事取消馬會培訓騎師保障名額。

## 比賽方式
總共舉行四關賽事，並將舉行的四場賽事命名為「國際騎師錦標賽－第一關」、「國際騎師錦標賽－第二關」、「國際騎師錦標賽－第三關」和「國際騎師錦標賽－第四關」等。以上四場賽事根據馬匹座騎配搭以抽籤形成進行，如果出現該騎師因超重無法策騎則只會由造到磅的騎師策騎。騎師每場賽事取得前3名的話可以取得分數，冠軍12分、亞軍6分、季軍4分（2007年或以前第一得15分、第四得3分、第五得2分），總分最高的騎師為冠軍。如果分數相同則以名次計算，如前4名成績完全相同，視作為雙冠軍，規則與騎師王完全相同。但如果騎師因傷在彩池出售後因故未能策騎，相關替補騎師積分仍可計算，但於騎師王彩池無效（2022年補上梁家俊為歷來首例），「騎師王2」規則亦適用。
至於香港騎師方面，馬會會根據該季賽馬日前的騎師成績而決定，挑選三名香港表現良好的騎師（通常冠軍騎師以及去年贏出國際錦標騎標賽騎師可自動優先取得出賽資格）及一名香港最佳成績騎師代表（指香港賽馬會訓練自由身騎師
），在比賽中所屬香港賽馬會自由身騎師所策騎的馬匹不獲讓磅優惠。如果有一名本地騎師成績佔優，該騎師將於成績優異騎師入選，接著由另一位本地騎師名額入替。
為避免馬主或練馬師因騎師隨機抽籤避戰賽事，國際騎師錦標賽獎金較普通同班次賽事為高。為鼓勵練馬師派出更多優秀的賽駒參賽，國際騎師錦標賽的四關賽事將於2020/2021馬季增設特別獎金，給予累計分數最高的三位練馬師，冠軍可獲二十萬港元，亞軍十萬港元，季軍五萬港元，計分方法與國際騎師錦標賽相若。

### 「騎師王」特別投注措施
國際騎師錦標賽期間，當日的「騎師王」只計算12位參加騎師於指定四關賽事中的成績，自2015年起騎師王於當日的截止受注時間為第三關的開跑前。

## 國際騎師邀請賽(1971-1979)歷屆勝出馬匹
| 年份      | 日期          | 勝出馬匹 | 代表國家/地區 | 騎師     | 練馬師   | 馬主     | 途程       | 賽事班次 | 賽事           |
| --------- | ------------- | -------- | ------------- | -------- | -------- | -------- | ---------- | -------- | -------------- |
| 1971-1972 | 1972年1月29日 | 雪山     | 香港          | 鄭棣池   | 吳志林   | Jungfrau | 跑馬地2000 | 2        | 騎師邀請賽     |
| 1972-1973 | 1973年1月20日 | 明月     | 英国          | 連利     | 張學文   |          | 跑馬地2230 | 2        | 騎師邀請盃     |
| 1973-1974 | 1974年1月19日 | 得順利   | 英国          | 魏德禮   | 米曲凡里 |          | 跑馬地1800 | 公       | 騎師邀請賽     |
| 1974-1975 | 1975年2月1日  | 先惠     |               | 史基頓   | 譚文居   |          | 跑馬地1235 | 2        | 國際騎師邀請碟 |
| 1974-1975 | 1975年2月1日  | 百戰雄師 | 日本          | 橫山富雄 | 莊布朗   |          | 跑馬地1800 | 2        | 國際騎師邀請盃 |
| 1975-1976 | 1976年1月24日 | 烏金     | 香港          | 摩加利   | 莊布朗   |          | 跑馬地1235 | 2        | 國際騎師邀請碟 |
| 1975-1976 | 1976年1月24日 | 祝運佳   |               | 戴達利   | 蘇芬諾夫 |          | 跑馬地1800 | 2        | 國際騎師邀請盃 |
| 1976-1977 | 1977年1月29日 | 爆棚     | 香港          | 摩加利   | 蘇芬諾夫 |          | 跑馬地1235 | 2        | 國際騎師邀請碟 |
| 1976-1977 | 1977年1月29日 | 馬蹄香   | 英国          | 柏葛     | 李殿林   |          | 跑馬地1800 | 2        | 國際騎師邀請盃 |
| 1977-1978 | 1978年2月18日 | 祥駒     | 香港          | 摩加利   | 莊布朗   |          | 跑馬地1800 | 公       | 國際騎師邀請盃 |
| 1977-1978 | 1978年2月18日 | 福馬     | 香港          | 劉同安   | 鄭棣池   |          | 跑馬地1235 | 2        | 國際騎師邀請碟 |
| 1978-1979 | 1979年1月13日 | 寶刀     | 英国          | 魏德禮   | 簡炳墀   |          | 沙田1400   | 2        | 國際騎師邀請碟 |

## 國際騎師錦標賽歷屆冠軍

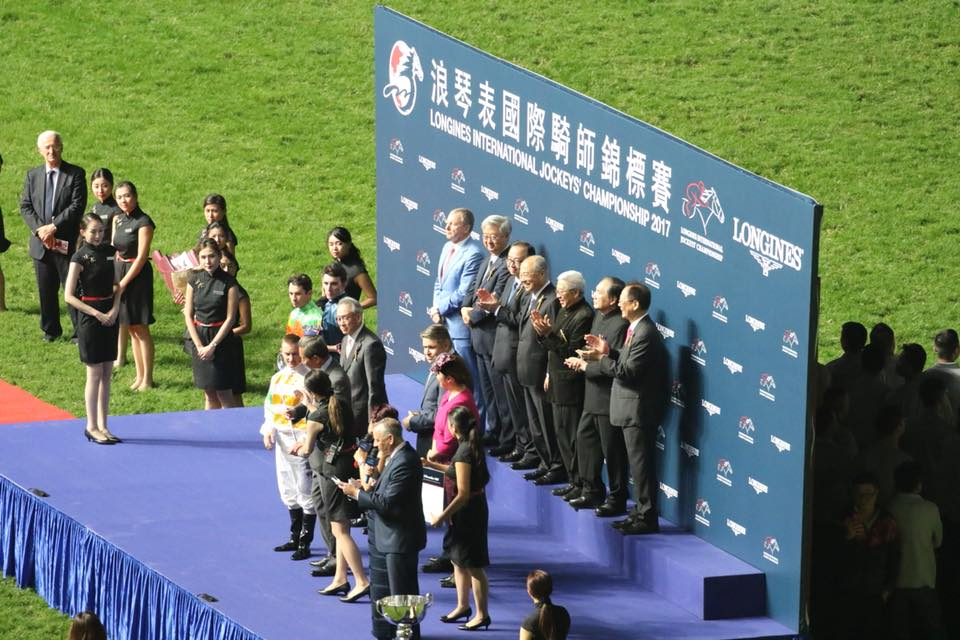
2017國際騎師錦標賽冠軍：潘頓

註：騎師代表的國家或地區資料是由香港賽馬會公佈。
| 日期           | 冠軍騎師 | 代表國家或地區 | 成績            |
| -------------- | -------- | -------------- | --------------- |
| 1998年12月9日  | 柏兆雷   | 法國           | 2冠1季          |
| 1999年12月8日  | 戴圖理   | 義大利         | 1冠1殿          |
| 2000年12月13日 | 薛達祺   | 德国           | 2冠             |
| 2001年12月12日 | 戴圖理   | 義大利         | 1冠2第5         |
| 2002年12月11日 | 韋達     | 中國香港       | 1冠1季1殿       |
| 2003年12月10日 | 岳禮華   |                | 1冠1亞          |
| 2004年12月8日  | 蘇銘倫   | 法國           | 1冠1季          |
| 2004年12月8日  | 武豐     | 日本           | 1冠1季          |
| 2005年12月7日  | 薛達祺   | 德国           | 1冠1亞1季       |
| 2006年12月6日  | 柏兆雷   | 法國           | 1冠1第5         |
| 2007年12月5日  | 韋達     | 中國香港       | 1冠1季          |
| 2008年12月10日 | 韋達     | 中國香港       | 3亞             |
| 2009年12月9日  | 李慕華   | 法國           | 1冠             |
| 2009年12月9日  | 莫狄     | 爱尔兰         | 1冠             |
| 2009年12月9日  | 莫雅     | 英国           | 1冠             |
| 2010年12月8日  | 莫雅     | 英国           | 2冠             |
| 2011年12月7日  | 戴圖理   | 義大利         | 2冠1亞          |
| 2012年12月5日  | 莫雷拉   | 新加坡         | 2冠2殿          |
| 2013年12月4日  | 麥維凱   |                | 1冠1亞          |
| 2014年12月10日 | 福永祐一 | 日本           | 2冠             |
| 2015年12月9日  | 雷景勳   | 南非           | 2冠             |
| 2016年12月7日  | 布文     |                | 1冠1亞          |
| 2017年12月6日  | 潘頓     | 中國香港       | 2冠             |
| 2018年12月5日  | 蘇兆輝   | 英国           | 2冠1亞1季       |
| 2019年12月4日  | 田泰安   | 中國香港       | 1冠2季          |
| 2020年12月9日  | 潘頓     | 中國香港       | 1冠1亞1平頭季軍 |
| 2021年12月8日  | 潘頓     | 中國香港       | 3亞1季          |
| 2022年12月7日  | 馬昆     | 英国           | 1冠1殿          |
| 2022年12月7日  | 蘇兆輝   | 中國香港       | 1冠1殿          |
| 2023年12月6日  | 何澤堯   | 中國香港       | 1冠2季          |
| 2024年12月4日  | 巴米高   | 法國           | 2冠1亞          |
| 2025年12月10日 |          |                |                 |

## 外部連結
- 浪琴香港國際賽事官方網站 （页面存档备份，存于）
- 浪琴表國際騎師錦標賽2024官方網站 （页面存档备份，存于）